# Kostryno
Kostryno (ukr. Кострино, węg. Csontos, cz. Kostrina) – stacja kolejowa w miejscowości Kostryna, w rejonie użhorodzkim, w obwodzie zakarpackim, na Ukrainie. Położona jest na linii Sambor – Czop.

## Historia
Stacja powstała w okresie, gdy tereny te należały do Austro-Węgier i początkowo nazywała się Csontos. W okresie przynależności tych okolic do Czechosłowacji nosiła nazwę Kostrina.